# اتحادیه فوتبال هامبورگ
اتحادیه فوتبال هامبورگ (آلمانی: Hamburger Fußball-Verband)، به اختصار HFV یکی از ۲۱ اتحادیه منطقه‌ای فدراسیون فوتبال آلمان است که ایالت هامبورگ و برخی از مناطق جنوب شلسویگ-هولشتاین را پوشش می‌دهد.

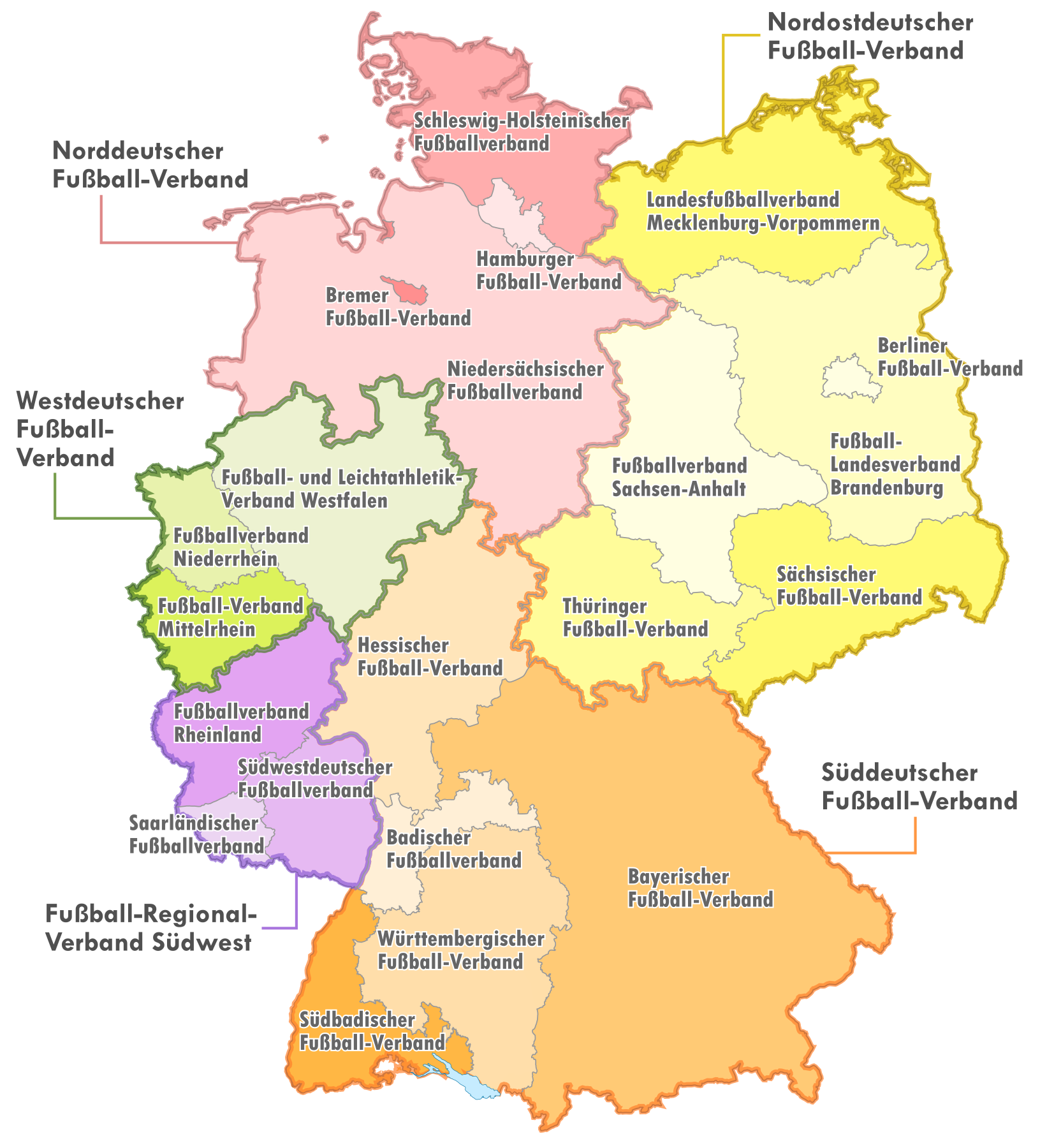
پنج اتحادیه‌ی منطقه‌ای و ۲۱ اتحادیه‌ی ایالتی فدراسیون فوتبال آلمان

اتحادیه فوتبال هامبورگ همچنین یکی از اعضای اتحادیه فوتبال شمال آلمان، NFV است، که خود آن یکی از پنج اتحادیه بزرگ منطقه‌ای در آلمان است. از دیگر زیرشاخه‌های NFV، برمن، نیدرزاکسن، و شلسویگ-هولشتاین هستند.

## شمار اعضا
HFV براساس آخرین آمار تا سال ۲۰۲۰، ۱۹۵٫۲۶۰ عضو، ۴۰۱ باشگاه و ۳٫۱۸۵ تیم در نظام لیگ خود جا داده‌است.